# Lorenz Larkin
Lorenz Larkin (Riverside, 3 de setembro de 1986) é um lutador estadunidense de MMA que atualmente compete na categoria méio-médio do Bellator. Larkin é profissional desde 2009 e é ex-lutador do extinto Strikeforce e do Ultimate Fighting Championship

## Background
Larkin nasceu em Riverside (Califórnia), em uma casa com mais nove irmãos. Ele iniciou treinando boxe e futebol americano quando era jovem, mas logo desistiu do esporte coletivo. Depois, ele continuou no boxe, mas não foi capaz de competir tanto quanto ele gostaria devido a objeções de seu pai. Larkin também achava que ele muito pequeno para ser um boxeador profissional no peso pesado, então ele iniciou no kickboxing e jiu-jitsu brasileiro que o levou ao MMA. Antes de sua carreira no MMA, Larkin também treinou em Kung Fu.

## Carreira no MMA

### Início da Carreira
Larkin detém registros de 5-0 e 10-0 no boxe amador e MMA amador respectivamente. Fazendo sua estreia no MMA profissional em agosto de 2009, ele compilou um recorde invicto de 9-0.

### Strikeforce
Larkin fez sua estreia no Strikeforce em abril de 2011 contra o kickboxer Scott Lighty no Strikeforce Challengers: Wilcox vs. Damm, substituindo Satoshi Ishii com uma semana de antecedência. Larkin venceu a luta por nocaute técnico no segundo round  ganhou elogios por sua performance impressionante contra um lutador veterano.
Larkin voltou a lutar em junho de 2011.  Ele enfrentou Gian Villante e venceu por decisão unânime. 
Larkin era esperado para enfrentar Virgil Zwicker, porém Zwicker se lesionou e fora retirado do card. Larkin então enfrentou Nick Rossborough e venceu por decisão unânime.
Larkin enfrentou Muhammed Lawal no Strikeforce: Rockhold vs. Jardine. Larkin perdeu por nocaute no segundo round, essa que foi sua primeira derrota profissional em seu cartel. No entanto o resultado foi mudado para No Contest após Lawal testar positivo para esteróides no exame antidoping.
Para sua luta seguinte, Larkin desceu para a categoria Peso Médio. Ele enfrentou Robbie Lawler em 14 de julho de 2012 no Strikeforce: Rockhold vs. Kennedy. Larkin venceu por decisão unânime.
Larkin era esperado para enfrentar Luke Rockhold pelo Cinturão Peso Médio do Strikeforce em novembro de 2012 no Strikeforce: Cormier vs. Mir. O evento iria se realizar no Chesapeake Energy Arena em Oklahoma City, Oklahoma, porém foi cancelado um mês antes. A luta foi remarcada para janeiro de 2013. No entanto, Rockhold foi retirado do card pois havia se lesionado. Larkin então era esperado para enfrentar Ronaldo Jacaré, mas a luta não se concretizou.

### Ultimate Fighting Championship
Em fevereiro de 2013 o UFC anunciou que Larkin faria sua estreia contra Francis Carmont no UFC on Fox: Henderson vs. Melendez em San Jose, California. Larkin perdeu a luta por uma contestada decisão unânime, com muitos grandes meios de comunicação de MMA marcando a luta como vitória para Larkin.
Em sua segunda aparição no UFC, Larkin enfrentou Chris Camozzi UFC: Fight for the Troops 3. Larkin venceu por decisão unânime.
Larkin enfrentou Brad Tavares em janeiro de 2014 no UFC Fight Night: Rockhold vs. Philippou. Ele perdeu por decisão unânime.
Larkin enfrentou Costa Philippou no UFC Fight Night: Brown vs. Silva. Larkin perdeu a luta por nocaute no primeiro round.
Larkin era esperado para enfrentar Derek Brunson no UFC 176. No entanto, após a organização cancelar o evento, Larkin vs. Brunson foi remarcado para o dia 30 de agosto de 2014 no UFC 177. Ele foi derrotado por decisão unânime.
Ele enfrentou John Howard em 18 de Janeiro de 2015 no UFC Fight Night: McGregor vs. Siver em sua estréia nos meio médios e venceu por nocaute técnico, encerrando sua sequência de derrotas.
Larkin enfrentou Santiago Ponzinibbio em 27 de Junho de 2015 no UFC Fight Night: Machida vs. Romero e o venceu por nocaute técnico no segundo round, na luta que ganhou o prêmio de Luta da Noite.
Larkin enfrentou o russo Albert Tumenov em 02 de Janeiro de 2016 no UFC 195: Lawler vs. Condit. Larkin perdeu o combate por decisão dividida.
Larkin enfrentou Jorge Masvidal em 29 de Maio de 2016 no UFC Fight Night: Almeida vs. Garbrandt. Após um combate muito parelho, Larkin venceu por decisão dividida. 
Larkin foi escalado para enfrentar o compatriota Neil Magny em 20 de Agosto de 2016 no UFC 202: Diaz vs. McGregor II.

### Bellator
Vindo de boas atuações no UFC, Larkin chega ao Bellator direto para a disputa do cinturão dos meio-médios contra Douglas Lima. Sai derrotado por decisão unânime em Junho de 2017. 
Em Novembro enfrentou Paul Daley, em uma luta que tentava controlar com base no grappling. Acabou surpreendido por um soco giratório, que pegou de raspão, seguido de um preciso cruzado de esquerda, que o levou ao chão seguido de mais alguns socos para encerrar a luta.

## Cartel no MMA
| Cartel no MMA |             |            |
| 31 lutas      | 23 vitórias | 7 derrotas |
| Por nocaute   | 11          | 2          |
| Por decisão   | 12          | 5          |
| No contest    | 1           | 1          |

| Res.    | Cartel   | Oponente             | Método                            | Evento                                          | Data       | Round | Tempo | Local                    | Notas                                                      |
| ------- | -------- | -------------------- | --------------------------------- | ----------------------------------------------- | ---------- | ----- | ----- | ------------------------ | ---------------------------------------------------------- |
| Vitória | 23-7 (1) | Rafael Carvalho      | Decisão (dividida)                | Bellator 258: Archuleta vs. Pettis              | 07/05/2021 | 3     | 5:00  | Uncasville, Connecticut  | Retorno aos Médios.                                        |
| Vitória | 22-7 (1) | Keita Nakamura       | Decisão (unânime)                 | Bellator & Rizin: Japan                         | 29/12/2019 | 3     | 5:00  | Saitama                  |                                                            |
| Vitória | 21-7 (1) | Andrey Koreshkov     | Decisão (dividida)                | Bellator 229: Koreshkov vs. Larkin              | 04/10/2019 | 3     | 5:00  | Temecula, California     |                                                            |
| Vitória | 20-7 (1) | Ion Pascu            | Decisão (unânime)                 | Bellator 207: Mitrione vs. Bader                | 12/10/2018 | 3     | 5:00  | Uncasville, Connecticut  |                                                            |
| Vitória | 19-7 (1) | Fernando Gonzalez    | Decisão (unânime)                 | Bellator 193: Larkin vs. Gonzalez               | 26/01/2018 | 3     | 5:00  | Temecula, California     |                                                            |
| Derrota | 18-7 (1) | Paul Daley           | Nocaute (socos)                   | Bellator 183: Henderson vs. Pitbull             | 23/09/2017 | 2     | 2:40  | San Jose, California     |                                                            |
| Derrota | 18-6 (1) | Douglas Lima         | Decisão (unânime)                 | Bellator NYC: Sonnen vs. Silva                  | 24/06/2017 | 5     | 5:00  | Nova Iorque, Nova Iorque | Estreia no Bellator; Pelo Cinturão Meio Médio do Bellator. |
| Vitória | 18-5 (1) | Neil Magny           | Nocaute Técnico (cotoveladas)     | UFC 202: Diaz vs. McGregor II                   | 20/08/2016 | 1     | 4:08  | Las Vegas, Nevada        |                                                            |
| Vitória | 17-5 (1) | Jorge Masvidal       | Decisão (dividida)                | UFC Fight Night: Almeida vs. Garbrandt          | 29/05/2016 | 3     | 5:00  | Las Vegas, Nevada        |                                                            |
| Derrota | 16-5 (1) | Albert Tumenov       | Decisão (dividida)                | UFC 195: Lawler vs. Condit                      | 02/01/2016 | 3     | 5:00  | Las Vegas, Nevada        |                                                            |
| Vitória | 16-4 (1) | Santiago Ponzinibbio | Nocaute Técnico (socos)           | TUF Brasil 4 Finale                             | 27/06/2015 | 2     | 3:07  | Hollywood, Florida       | Luta da Noite.                                             |
| Vitória | 15-4 (1) | John Howard          | Nocaute Técnico (socos)           | UFC Fight Night: McGregor vs. Siver             | 18/01/2015 | 1     | 2:17  | Boston, Massachusetts    | Estréia nos Meio Médios; Performance da Noite.             |
| Derrota | 14-4 (1) | Derek Brunson        | Decisão (unânime)                 | UFC 177: Dillashaw vs. Soto                     | 30/08/2014 | 3     | 5:00  | Sacramento, California   |                                                            |
| Derrota | 14-3 (1) | Costa Philippou      | Nocaute (soco)                    | UFC Fight Night: Brown vs. Silva                | 10/05/2014 | 1     | 3:27  | Cincinnati, Ohio         |                                                            |
| Derrota | 14-2 (1) | Brad Tavares         | Decisão (unânime)                 | UFC Fight Night: Rockhold vs. Philippou         | 15/01/2014 | 3     | 5:00  | Duluth, Georgia          |                                                            |
| Vitória | 14-1 (1) | Chris Camozzi        | Decisão (unânime)                 | UFC: Fight for the Troops 3                     | 06/11/2013 | 3     | 5:00  | Fort Campbell, Kentucky  |                                                            |
| Derrota | 13-1 (1) | Francis Carmont      | Decisão (unânime)                 | UFC on Fox: Henderson vs. Melendez              | 20/04/2013 | 3     | 5:00  | San Jose, California     |                                                            |
| Vitória | 13-0 (1) | Robbie Lawler        | Decisão (unânime)                 | Strikeforce: Rockhold vs. Kennedy               | 14/07/2012 | 3     | 5:00  | Portland, Oregon         | Estreia na categoria Peso Médio .                          |
| NC      | 12-0 (1) | Muhammed Lawal       | Sem Resultado (mudado pela NSAC)  | Strikeforce: Rockhold vs. Jardine               | 07/01/2012 | 2     | 1:32  | Las Vegas, Nevada        | Havia perdido; resultado mudado.                           |
| Vitória | 12-0     | Nick Rossborough     | Decisão (unânime)                 | Strikeforce Challengers: Larkin vs. Rossborough | 23/09/2011 | 3     | 5:00  | Las Vegas, Nevada        |                                                            |
| Vitória | 11-0     | Gian Villante        | Decisão (unânime)                 | Strikeforce Challengers: Fodor vs. Terry        | 24/06/2011 | 3     | 5:00  | Kent, Washington         |                                                            |
| Vitória | 10-0     | Scott Lighty         | Nocaute Técnico (socos)           | Strikeforce Challengers: Wilcox vs. Damm        | 01/04/2011 | 2     | 3:15  | Stockton, California     |                                                            |
| Vitória | 9-0      | Mike Cook            | Nocaute Técnico (socos)           | MEZ Sports: Pandemonium 4                       | 25/02/2011 | 2     | 3:32  | Riverside, California    |                                                            |
| Vitória | 8-0      | Hector Carrillo      | Nocaute (chute na cabeça e socos) | MEZ Sports: Pandemonium 3                       | 19/11/2010 | 1     | 2:57  | Los Angeles, California  |                                                            |
| Vitória | 7-0      | Rick Slaton          | Nocaute (socos)                   | MEZ Sports: Pandemonium 2                       | 11/09/2010 | 1     | 1:06  | Riverside, California    |                                                            |
| Vitória | 6-0      | João Assis           | Nocaute (slam)                    | Respect in the Cage                             | 24/07/2010 | 1     | 1:43  | Hollywood, Califórnia    |                                                            |
| Vitória | 5-0      | Scott Carson         | Nocaute (socos)                   | MEZ Sports: Pandemonium at the Palladium        | 12/06/2010 | 1     | 2:54  | Los Angeles, California  |                                                            |
| Vitória | 4-0      | Rick Guillen         | Nocaute (socos)                   | Champion Promotions: Clash of the Gladiators 2  | 08/05/2010 | 1     | 2:30  | Palm Springs, California |                                                            |
| Vitória | 3-0      | Mychal Clark         | Decisão (dividida)                | Respect in the Cage 4                           | 17/04/2010 | 3     | 5:00  | Pomona, California       |                                                            |
| Vitória | 2-0      | Giovanni Sarran      | Decisão (unânime)                 | Chaos in the Cage 6                             | 27/02/2010 | 3     | 5:00  | Lancaster, Califórnia    |                                                            |
| Vitória | 1-0      | Lateef Williams      | Nocaute (cotovelada)              | Fist Series: SummerFist III                     | 15/08/2009 | 1     | 0:40  | Irvine, California       |                                                            |